# All Good Things (Come to an End)
All Good Things (Come to an End) è una canzone pop di Nelly Furtado appartenente al terzo album della cantante canadese, Loose (2006).
È stata scritta da Nelly Furtado, Chris Martin, Timbaland e Nate "Danja" Hills, prodotta da questi ultimi e pubblicata come terzo singolo in Europa nel novembre 2006. Negli Stati Uniti è uscito sul mercato musicale come quarto singolo.
Parte del brano è stata tradotta o reinterpretata in collaborazione con vari artisti per il mondo: in Italia, ad esempio, è stata pubblicata una versione della canzone in cui la Furtado duetta con il gruppo musicale pop italiano Zero Assoluto.

## Scrittura e registrazione
All Good Things fu ideata verso la fine delle registrazioni di Loose. Nelly Furtado si trovava alla cerimonia degli MTV Video Music Awards 2005 svoltasi nel mese di agosto a Miami, in Florida, quando si imbatté nel suo vecchio amico Chris Martin, leader dei Coldplay, con i quali aveva suonato alla cerimonia. La cantante lo informò che stava lavorando con Timbaland alla creazione di un nuovo album e Martin chiese di visitare lo studio di registrazione. Nelle settimane precedenti Timbaland aveva ascoltato spesso in studio l'album dei Coldplay X&Y, così la sera seguente la Furtado invitò Martin a The Hit Factory.
Benché Timbaland e Martin avessero espresso in passato reciproca ammirazione, non si erano mai incontrati. Secondo Nelly Furtado, "Erano davvero più umili l'uno in presenza dell'altro", ma Martin fu inizialmente agitato e spaventato dalla stazza di Timbaland e dal fatto che continuasse a chiamarlo "Coldplay". Furtado, che è "sempre l'istigatrice", disse a Martin di sedersi alla tastiera e di cominciare a produrre musica. "Chris doveva esprimere il suo James Brown interiore", disse.
Martin originariamente contribuì alla canzone cantandone una parte ma, in seguito ad una richiesta dell'esecutivo della sua casa di produzione, le sue performance canore furono eliminate dalla versione definitiva della canzone inclusa in Loose. Nei cori del brano, allo stesso modo della versione italiana, prendono parte Jim Beanz e Ricky Belloni, che iniziano con un vocalizzo, facendolo in seguito quando la Furtado canta il ritornello: nella versione italiana, a differenza dell'originale, prendono parte anche gli Zero Assoluto.
Secondo Nelly Furtado l'esecutivo "non voleva che la sua voce suonasse così rock". La versione della canzone con Martin come cantante trapelò su Internet verso la fine di giugno 2006 e sarà disponibile nella versione giapponese di Loose. In Italia è stata lanciata una versione della canzone in cui la Furtado duettava con il gruppo musicale pop italiano Zero Assoluto.
La cantante ha dichiarato di aver scelto Martin perché, avendo lei "una tendenza verso il malinconico", considerava Martin "Il genio del malinconico". Disse poi che il processo di creazione della canzone si rivelò "magico". Ha descritto la canzone come "una fusione del ritmo hip-hop dal suono duro di Tim con quella malinconia che in cui Martin eccelle" e di "essere in mezzo" alle due tendenze.

## Pubblicazione
Sul sito britannico di MSN la canzone venne descritta come "una ballata emozionante che fa riflettere, con una forte melodia, presumibilmente con l'input di un uomo dei Coldplay, e parole che ci fanno tornare in mente I'm Like a Bird"; al pezzo vennero assegnate 4,5 stelline di valutazione su cinque HMV UK nella sua recensione reputava il brano troppo in contrasto con i precedenti singoli (Maneater e Promiscuous) e alla canzone vennero date, perciò, "solo" quattro stelline su cinque. Il singolo fu pubblicato in Europa nel settembre 2006 e ottenne subito il successo atteso, raggiungendo la top 5 delle maggiori classifiche.
La canzone è uscita come quarto singolo di Loose negli Stati Uniti e in Australia.

## Tracce
UK CD singolo
1. "All Good Things (Come to an End)" (radio mix)
2. "Maneater" (Radio 1 Live Lounge session)

Maxi-CD
1. "All Good Things (Come to an End)" (radio mix)
2. "All Good Things (Come to an End)" featuring Reamonn
3. "No Hay Igual" featuring Residente Calle 13
4. "All Good Things (Come to an End)" (video)

European Germany maxi-CD
1. "All Good Things (Come to an End)" (radio edit)
2. "All Good Things (Come to an End)" featuring Reamonn
3. "Maneater" (Live Lounge Radio session)
4. "All Good Things (Come to an End)" (video)

Singolo per iTunes
1. "All Good Things (Come to an End)" (radio edit)
2. "Maneater" (Radio 1 Live Lounge session)

## Videoclip
Il video della canzone, diretto da Gabriel Coss e Israel Lugo, è stato girato in Porto Rico di seguito a Say It Right, terzo singolo uscito in nord-America. Rappresenta una storia d'amore tra Nelly Furtado e un ragazzo: la Furtado cammina lungo una spiaggia nella foresta, dove trova un tavolo da pranzo che pende sottosopra da un albero. Alcune riprese mostrano come il ragazzo si avvicini al tavolo e si "appenda" a testa in giù. Si vedono anche alcuni flashback di momenti in cui la Furtado e il ragazzo mangiano assieme al tavolo. Il video finisce con una loro inquadratura, abbracciati sotto un corso d'acqua. "È molto tropicale e romantico - ha affermato Nelly Furtado - e inoltre mi ricorda un vecchio video di Sarah McLachlan. Si avvicina ad un vero pezzo di cinema ed è molto artistico."
Il video segue la "radio edit" della canzone; debuttò in Canada il 7 marzo sul canale musicale MuchMusic, mentre arrivò negli Stati Uniti il 19 marzo su MTV, nel programma TRL. Il giorno successivo entrò in classifica alla posizione numero 10, fino a raggiungere nelle puntate successive il secondo posto.

## Classifiche
| Classifica (2006/2007) | Posizione più alta |
| ---------------------- | ------------------ |
| Australia              | 12                 |
| Austria                | 1                  |
| Belgio (Fiandre)       | 1                  |
| Belgio (Vallonia)      | 4                  |
| Canada                 | 5                  |
| Francia                | 6                  |
| Germania               | 1                  |
| Irlanda                | 8                  |
| Italia                 | 1                  |
| Norvegia               | 1                  |
| Paesi Bassi            | 1                  |
| Regno Unito            | 4                  |
| Repubblica Ceca        | 1                  |
| Svezia                 | 5                  |
| Svizzera               | 1                  |
| U.S. Billboard Hot 100 | 86                 |
| Ungheria Mahasz        | 1                  |

### Classifiche annuali
| Classifica (2006) | Posizione |
| ----------------- | --------- |
| Svizzera          | 28        |
| Regno Unito       | 120       |
| Classifica (2007) | Posizione |
| Australia         | 50        |
| Austria           | 5         |
| Belgio Fiandre    | 8         |
| Belgio Vallonia   | 13        |
| Paesi Bassi       | 9         |
| Francia           | 31        |
| Germania          | 2         |
| Ungheria          | 1         |
| Svezia            | 42        |
| Svizzera          | 4         |
| Regno Unito       | 115       |

### Classifiche di fine decennio
| Classifica (2000–2009) | Posizione |
| ---------------------- | --------- |
| Germania               | 15        |

### Classifiche di tutti i tempi
| Classifica | Posizione |
| ---------- | --------- |
| Svizzera   | 85        |